# Agrotis baleense
Agrotis baleense là một loài bướm đêm trong họ Noctuidae.